# Chromatomyia nordica
Chromatomyia nordica este o specie de muște din genul Chromatomyia, familia Agromyzidae, descrisă de Spencer în anul 1981.
Este endemică în California. Conform Catalogue of Life specia Chromatomyia nordica nu are subspecii cunoscute.